# 新潟県立吉田高等学校
新潟県立吉田高等学校（にいがたけんりつ よしだこうとうがっこう）は、新潟県燕市吉田東町にある県立高等学校。

## 沿革
- 1962年4月 - 新潟県立吉田商業高等学校として開校。
- 2003年4月 - 現校名に改称。普通科に改組。

## 校訓
- 「率先垂範」・「熱と気魄」

## 教育目標
1. 平和で文化的な社会の形成者として豊かな教養を身につける。
2. 高い知性と豊かな個性にあふれ相互に敬愛し得る人間を育成する。
3. 自主独立の精神を高めるため、勤労を尊び、責任を重んじ、創意と工夫をこらす熱意と気迫を養う。
4. 健康な身体と豊かな情操を育成し、気力、体力の充実をめざす。

## 校歌
- 『新潟県立吉田高等学校校歌』（作詞：堀口大學・作曲：團伊玖磨）[1]

## 交通
- 越後線（JR東日本）吉田駅または北吉田駅より徒歩15分

## 学校行事
- 4月 - 入学式、1学期始業式
- 5月 - 全校登山、中間考査
- 6月 - 体育祭
- 7月 - 期末考査、球技大会、1学期終業式
- 8月 - 大学見学、2学期始業式
- 9月 - 校内ロードレース大会
- 10月 - 中間考査、吉高祭
- 12月 - 期末考査、2年修学旅行、球技大会、2学期終業式
- 1月 - 3学期始業式、センター試験、3年学年末考査
- 2月 - 1・2年学年末考査
- 3月 - 卒業式、3学期終業式

## 部活動
- 野球部
- バレーボール部
- バスケットボール部
- テニス部
- 卓球部
- バドミントン部
- サッカー部
- 剣道部
- 自転車競技部
- 商業部
- 書道部
- 華道部
- 茶道部
- 家庭科部
- 美術部
- 吹奏楽部
- 演劇部
- アーチェリー部
- 理科同好会
- 空手道部

## 著名な出身者
- 天野康博 - 元競輪選手（オールスター競輪優勝）
- 池浦敏秋 - 元自転車競技選手、モスクワオリンピック日本代表内定選手
- 笹川竜治 - 競輪選手
- 藤原憲征 - 競輪選手
- 諸橋愛 - 競輪選手
- 天野尚 - 写真家（世界環境写真家協会設立）、実業家（アクアデザインアマノ設立）、ネイチャーアクアリウム創始者
- 酒井大輔 - 空手家
- 重川隆廣 - 新潟県議会議員、実業家
- 武田修美 - 実業家
- 片桐善也 - 競輪選手
- 治田知也 - 競輪選手
- 飯野遼也 - ボディビルダー
- 藤原亜衣里 - 女子競輪選手（ガールズケイリン第一人者）